# Austrian Open 1970
L'Austrian Open 1970 è stato un torneo di tennis giocato sulla terra rossa. È stata la 25ª edizione del torneo, che fa parte del Pepsi-Cola Grand Prix 1970. Si è giocato a Kitzbühel in Austria dal 17 al 24 agosto 1970.

## Campioni

### Singolare maschile
Željko Franulović ha battuto in finale  John Alexander con il punteggio di 6–4, 9–7, 6–4

### Doppio maschile
John Alexander /  Phil Dent hanno battuto in finale  Željko Franulović /  Jan Kodeš con il punteggio di 10-8, 6–2, 6–4